# Aguts
Aguts är en kommun i departementet Tarn i regionen Occitanien i södra Frankrike. Kommunen ligger i kantonen Cuq-Toulza som tillhör arrondissementet Castres. År 2022 hade Aguts 237 invånare.

## Befolkningsutveckling
Antalet invånare i kommunen Aguts
| Referens: INSEE |